# Signo de Lockwood
El signo de Lockwood es un signo médico que indica enfermedad de Crohn y/o apendicitis crónica. Este signo lleva el nombre del cirujano y anatomista inglés, Charles Barrett Lockwood, quien dijo: 
"El paciente se recuesta de espalda, con su cabeza levantada en una almohada y sus rodillas extendidas hacia arriba, de modo que los músculos abdominales superficiales están relajados. El cirujano se sienta cerca de su lado derecho y palpa la fosa ilíaca derecha cerca del punto de McBurney con los tres dedos interiores de su mano izquierda. Si siente el paso de flatulencia (pequeña cantidad, goteo) atravesando sus dedos y si esto puede ser repetido frecuentemente después de esperar de medio a un minuto, o un poco más, el paciente o tiene un apéndice crónicamente inflamado o adhesiones cercanas a este". 